# Han Sun-soo
Han Sun-soo (coreano: 한선수; 16 dicembre 1985) è un pallavolista sudcoreano.
Gioca nel ruolo di palleggiatore nei Korean Air Jumbos.

## Carriera
La carriera di Han Sun-soo inizia nei tornei scolastici sudcoreani, finché nel 2007, dopo aver terminato la propria carriera universitaria alla Hanyang University, viene ingaggiato dai Korean Air Jumbos al secondo turno del draft: fa così il suo esordio in V-League nella stagione 2007-08, raggiungendo le finali scudetto e venendo premiato come MVP di marzo; nel 2009 riceve le prime convocazioni in nazionale, vincendo la medaglia di bronzo al campionato asiatico e oceaniano, impreziosita dal premio di miglior palleggiatore del torneo.
Nel campionato 2009-10 le sue prestazioni gli valgono i premi di MVP di gennaio e miglior palleggiatore, pur non vincendo alcun trofeo; con la nazionale invece vince ancora un bronzo, questa volta ai XVI Giochi asiatici. In seguito raggiunge tre finali scudetto consecutive col suo club, perdendole tutte, ciò nonostante mette in bacheca il suo primo trofeo di club, la Coppa KOVO 2011; con la nazionale vince la medaglia d'argento al campionato asiatico e oceaniano e quella d'oro alla Coppa asiatica 2014, torneo nel quale è ancora una volta premiato come miglior palleggiatore.
Dopo una stagione di inattività, torna in campo nel campionato 2015-16, nuovamente coi Korean Air Jumbos, ricevendo anche i gradi di capitano, nonché un altro premio di miglior palleggiatore della V-League: nella stagione 2017-18 si aggiudica il suo primo scudetto, venendo premiato come MVP delle finali play-off. Con la nazionale, nel 2022, conquista la medaglia di bronzo alla Volleyball Challenger Cup.

## Palmarès

### Club
- Campionato sudcoreano: 4

2017-18, 2020-21, 2021-22, 2022-23
- Coppa KOVO: 4

2011, 2014, 2019, 2022

### Nazionale (competizioni minori)
- Giochi asiatici 2010
- Coppa asiatica 2014
- Volleyball Challenger Cup 2022

### Premi individuali
- 2008 - V-League: MVP di marzo
- 2009 - Campionato asiatico e oceaniano: Miglior palleggiatore
- 2010 - V-League: MVP di gennaio
- 2010 - V-League: Miglior palleggiatore
- 2011 - V-League: Miglior palleggiatore
- 2014 - Coppa asiatica: Miglior palleggiatore
- 2016 - V-League: Miglior palleggiatore
- 2018 - V-League: MVP delle finali play-off
- 2020 - V-League: Miglior palleggiatore
- 2023 - V-League: MVP della Regular season
- 2023 - V-League: MVP delle finali play-off
- 2023 - V-League: MVP 2º round
- 2023 - V-League: MVP 6º round